# Campionato europeo maschile under 17 di pallavolo 2023
Il campionato europeo maschile under 17 di pallavolo 2023 si è svolto dal 19 al 30 luglio 2023 a Podgorica, in Montenegro: al torneo hanno partecipato sedici squadre nazionali under 17 europee e la vittoria finale è andata per la seconda volta all'Italia.

## Qualificazioni
Al torneo hanno partecipato la nazionale del paese organizzatore e quindici nazionali qualificate tramite il torneo di qualificazione.

## Impianti
|                                                                   |                                                                                              |  |
|                                                                   |                                                                                              |  |
| Verde Complex Città: Podgorica Capienza: 2 100 Anno d'apertura: ? | Univerzitetsko sportsko-kulturni centar Città: Podgorica Capienza: 770 Anno d'apertura: 2015 |  |

## Regolamento

### Formula
La formula ha previsto: 
- Prima fase, disputata con girone all'italiana: le prime due classificate di ogni girone hanno acceduto alla fase finale.
- Fase finale, giocata con semifinali, finale per il terzo posto e finale.

### Criteri di classifica
Se il risultato finale è stato di 3-0 o 3-1 sono stati assegnati 3 punti alla squadra vincente e 0 a quella sconfitta, se il risultato finale è stato di 3-2 sono stati assegnati 2 punti alla squadra vincente e 1 a quella sconfitta.
L'ordine del posizionamento in classifica è stato definito in base a:
- Numero di partite vinte;
- Punti;
- Ratio dei set vinti/persi;
- Ratio dei punti realizzati/subiti;
- Risultati degli scontri diretti.

## Squadre partecipanti
| Squadra     | Qualificazione                                | Ultima partecipazione |
| ----------- | --------------------------------------------- | --------------------- |
| Austria     | 1ª al torneo di qualificazione (girone B)     | Albania 2021          |
| Belgio      | 2ª al torneo di qualificazione (girone C)     | Albania 2021          |
| Bulgaria    | 1ª al torneo di qualificazione (girone BVA)   | Albania 2021          |
| Estonia     | 2ª al torneo di qualificazione (girone D)     | Debutto               |
| Finlandia   | 2ª al torneo di qualificazione (girone A)     | Bulgaria 2019         |
| Francia     | 1ª al torneo di qualificazione (girone D)     | Bulgaria 2019         |
| Grecia      | 1ª al torneo di qualificazione (girone E)     | Bulgaria 2019         |
| Italia      | 1ª al torneo di qualificazione (girone WEVZA) | Albania 2021          |
| Montenegro  | Paese organizzatore                           | Debutto               |
| Paesi Bassi | 2ª al torneo di qualificazione (girone E)     | Turchia 2017          |
| Polonia     | 1ª al torneo di qualificazione (girone EEVZA) | Albania 2021          |
| Rep. Ceca   | Migliore 3ª al torneo di qualificazione       | Albania 2021          |
| Serbia      | 2ª al torneo di qualificazione (girone B)     | Albania 2021          |
| Slovenia    | 1ª al torneo di qualificazione (girone MEVZA) | Albania 2021          |
| Spagna      | 1ª al torneo di qualificazione (girone C)     | Turchia 2017          |
| Turchia     | 1ª al torneo di qualificazione (girone A)     | Albania 2021          |

## Torneo

### Fase a gironi
| Girone I   | Girone II   |
| ---------- | ----------- |
| Austria    | Finlandia   |
| Belgio     | Francia     |
| Bulgaria   | Italia      |
| Estonia    | Paesi Bassi |
| Grecia     | Polonia     |
| Montenegro | Rep. Ceca   |
| Slovenia   | Serbia      |
| Turchia    | Spagna      |

#### Girone I

##### Risultati
| 19 luglio 2023 Verde Complex, Podgorica Durata: 1h:38 - Spettatori: 100 | Estonia    | 3 - 2 | Belgio     | 17-25, 25-19, 11-25, 25-19, 15-9  |
| 19 luglio 2023 Verde Complex, Podgorica Durata: 2h:14 - Spettatori: 50  | Grecia     | 2 - 3 | Turchia    | 20-25, 25-23, 20-25, 25-22, 12-15 |
| 19 luglio 2023 Verde Complex, Podgorica Durata: 1h:11 - Spettatori: 60  | Austria    | 0 - 3 | Bulgaria   | 17-25, 13-25, 23-25               |
| 19 luglio 2023 Verde Complex, Podgorica Durata: 1h:00 - Spettatori: 150 | Montenegro | 0 - 3 | Slovenia   | 16-25, 11-25, 16-25               |
| 20 luglio 2023 Verde Complex, Podgorica Durata: 2h:03 - Spettatori: 35  | Turchia    | 3 - 2 | Austria    | 25-23, 19-25, 16-25, 25-23, 15-10 |
| 20 luglio 2023 Verde Complex, Podgorica Durata: 1h:31 - Spettatori: 85  | Slovenia   | 1 - 3 | Belgio     | 19-25, 19-25, 25-21, 22-25        |
| 20 luglio 2023 Verde Complex, Podgorica Durata: 1h:40 - Spettatori: 70  | Bulgaria   | 3 - 0 | Estonia    | 25-15, 25-12, 25-21               |
| 20 luglio 2023 Verde Complex, Podgorica Durata: 1h:13 - Spettatori: 125 | Montenegro | 0 - 3 | Grecia     | 20-25, 21-25, 18-25               |
| 21 luglio 2023 Verde Complex, Podgorica Durata: 1h:16 - Spettatori: 75  | Belgio     | 0 - 3 | Bulgaria   | 19-25, 23-25, 11-25               |
| 21 luglio 2023 Verde Complex, Podgorica Durata: 1h:29 - Spettatori: 60  | Grecia     | 3 - 1 | Slovenia   | 25-20, 19-25, 25-15, 25-17        |
| 21 luglio 2023 Verde Complex, Podgorica Durata: 1h:22 - Spettatori: 85  | Estonia    | 0 - 3 | Turchia    | 20-25, 23-25, 15-25               |
| 21 luglio 2023 Verde Complex, Podgorica Durata: 1h:02 - Spettatori: 53  | Austria    | 3 - 0 | Montenegro | 25-16, 25-16, 25-17               |
| 23 luglio 2023 Verde Complex, Podgorica Durata: 1h:41 - Spettatori: 40  | Grecia     | 1 - 3 | Austria    | 16-25, 25-17, 22-25, 15-25        |
| 23 luglio 2023 Verde Complex, Podgorica Durata: 1h:17 - Spettatori: 50  | Turchia    | 0 - 3 | Belgio     | 13-25, 18-25, 24-26               |
| 23 luglio 2023 Verde Complex, Podgorica Durata: 1h:09 - Spettatori: 70  | Slovenia   | 0 - 3 | Bulgaria   | 19-25, 17-25, 17-25               |
| 23 luglio 2023 Verde Complex, Podgorica Durata: 1h:06 - Spettatori: 60  | Montenegro | 0 - 3 | Estonia    | 18-25, 19-25, 15-25               |
| 24 luglio 2023 Verde Complex, Podgorica Durata: 1h:19 - Spettatori: 50  | Austria    | 0 - 3 | Slovenia   | 20-25, 25-27, 23-25               |
| 24 luglio 2023 Verde Complex, Podgorica Durata: 1h:53 - Spettatori: 60  | Estonia    | 2 - 3 | Grecia     | 13-25, 26-24, 25-23, 23-25, 9-15  |
| 24 luglio 2023 Verde Complex, Podgorica Durata: 1h:38 - Spettatori: 57  | Bulgaria   | 3 - 1 | Turchia    | 25-13, 18-25, 25-21, 25-18        |
| 24 luglio 2023 Verde Complex, Podgorica Durata: 1h:14 - Spettatori: 100 | Belgio     | 3 - 0 | Montenegro | 28-26, 25-15, 25-16               |
| 26 luglio 2023 Verde Complex, Podgorica Durata: 1h:31 - Spettatori: 40  | Austria    | 3 - 1 | Estonia    | 25-17, 25-20, 17-25, 26-24        |
| 26 luglio 2023 Verde Complex, Podgorica Durata: 1h:47 - Spettatori: 70  | Grecia     | 1 - 3 | Belgio     | 21-25, 25-22, 24-26, 20-25        |
| 26 luglio 2023 Verde Complex, Podgorica Durata: 1h:38 - Spettatori: 65  | Slovenia   | 3 - 1 | Turchia    | 25-22, 18-25, 25-20, 25-22        |
| 26 luglio 2023 Verde Complex, Podgorica Durata: 1h:03 - Spettatori: 110 | Montenegro | 0 - 3 | Bulgaria   | 16-25, 12-25, 12-25               |
| 27 luglio 2023 Verde Complex, Podgorica Durata: 1h:14 - Spettatori: 50  | Estonia    | 3 - 0 | Slovenia   | 25-22, 25-20, 25-22               |
| 27 luglio 2023 Verde Complex, Podgorica Durata: 1h:08 - Spettatori: 40  | Bulgaria   | 3 - 0 | Grecia     | 25-18, 25-11, 25-22               |
| 27 luglio 2023 Verde Complex, Podgorica Durata: 1h:41 - Spettatori: 65  | Belgio     | 3 - 1 | Austria    | 22-25, 25-20, 25-16, 27-25        |
| 27 luglio 2023 Verde Complex, Podgorica Durata: 1h:01 - Spettatori: 60  | Turchia    | 3 - 0 | Montenegro | 25-15, 25-17, 25-8                |

##### Classifica
| Pos. | Squadra    | Pt | G | V | P | SV | SP | Ratio  | PF  | PS  | Ratio |
| ---- | ---------- | -- | - | - | - | -- | -- | ------ | --- | --- | ----- |
| 1.   | Bulgaria   | 21 | 7 | 7 | 0 | 21 | 1  | 21,000 | 543 | 375 | 1,448 |
| 2.   | Belgio     | 16 | 7 | 5 | 2 | 17 | 9  | 1,889  | 597 | 541 | 1,104 |
| 3.   | Turchia    | 10 | 7 | 4 | 3 | 14 | 13 | 1,077  | 581 | 568 | 1,023 |
| 4.   | Austria    | 10 | 7 | 3 | 4 | 12 | 14 | 0,857  | 573 | 564 | 1,016 |
| 5.   | Grecia     | 9  | 7 | 3 | 4 | 13 | 15 | 0,867  | 602 | 607 | 0,992 |
| 6.   | Estonia    | 9  | 7 | 3 | 4 | 12 | 14 | 0,857  | 531 | 568 | 0,935 |
| 7.   | Slovenia   | 9  | 7 | 3 | 4 | 11 | 13 | 0,846  | 524 | 540 | 0,970 |
| 8.   | Montenegro | 0  | 7 | 0 | 7 | 0  | 21 | 0,000  | 340 | 528 | 0,644 |

      Qualificata alle semifinali.

#### Girone II

##### Risultati
| 19 luglio 2023 Univerzitetsko centar, Podgorica Durata: 1h:03 - Spettatori: 70  | Francia     | 3 - 0 | Serbia      | 25-13, 25-18, 25-13               |
| 19 luglio 2023 Univerzitetsko centar, Podgorica Durata: 1h:50 - Spettatori: 70  | Rep. Ceca   | 1 - 3 | Finlandia   | 21-25, 25-21, 16-25, 23-25        |
| 19 luglio 2023 Univerzitetsko centar, Podgorica Durata: 1h:57 - Spettatori: 70  | Polonia     | 1 - 3 | Spagna      | 25-21, 20-25, 23-25, 22-25        |
| 19 luglio 2023 Univerzitetsko centar, Podgorica Durata: 1h:53 - Spettatori: 75  | Italia      | 3 - 0 | Paesi Bassi | 25-22, 25-19, 25-13               |
| 20 luglio 2023 Univerzitetsko centar, Podgorica Durata: 1h:46 - Spettatori: 100 | Rep. Ceca   | 1 - 3 | Spagna      | 15-25, 28-26, 22-25, 18-25        |
| 20 luglio 2023 Univerzitetsko centar, Podgorica Durata: 2h:07 - Spettatori: 250 | Francia     | 2 - 3 | Italia      | 25-22, 21-25, 25-20, 23-25, 11-15 |
| 20 luglio 2023 Univerzitetsko centar, Podgorica Durata: 2h:03 - Spettatori: 110 | Finlandia   | 3 - 2 | Paesi Bassi | 25-27, 25-18, 15-25, 25-21, 15-9  |
| 20 luglio 2023 Univerzitetsko centar, Podgorica Durata: 1h:09 - Spettatori: 60  | Serbia      | 0 - 3 | Polonia     | 12-25, 12-25, 20-25               |
| 21 luglio 2023 Univerzitetsko centar, Podgorica Durata: 1h:14 - Spettatori: 55  | Spagna      | 3 - 0 | Paesi Bassi | 25-22, 25-20, 25-16               |
| 21 luglio 2023 Univerzitetsko centar, Podgorica Durata: 1h:36 - Spettatori: 60  | Polonia     | 3 - 1 | Finlandia   | 16-25, 25-18, 25-14, 25-18        |
| 21 luglio 2023 Univerzitetsko centar, Podgorica Durata: 1h:07 - Spettatori: 70  | Italia      | 3 - 0 | Serbia      | 25-18, 25-16, 25-18               |
| 21 luglio 2023 Univerzitetsko centar, Podgorica Durata: 1h:17 - Spettatori: 50  | Rep. Ceca   | 0 - 3 | Francia     | 23-25, 27-29, 16-25               |
| 23 luglio 2023 Univerzitetsko centar, Podgorica Durata: 1h:11 - Spettatori: 81  | Finlandia   | 0 - 3 | Italia      | 15-25, 22-25, 22-25               |
| 23 luglio 2023 Univerzitetsko centar, Podgorica Durata: 1h:06 - Spettatori: 60  | Paesi Bassi | 0 - 3 | Polonia     | 18-25, 15-25, 21-25               |
| 23 luglio 2023 Univerzitetsko centar, Podgorica Durata: 1h:36 - Spettatori: 100 | Francia     | 1 - 3 | Spagna      | 25-27, 25-23, 18-25, 20-25        |
| 23 luglio 2023 Univerzitetsko centar, Podgorica Durata: 1h:33 - Spettatori: 80  | Serbia      | 3 - 0 | Rep. Ceca   | 28-26, 30-28, 25-18               |
| 24 luglio 2023 Univerzitetsko centar, Podgorica Durata: 1h:11 - Spettatori: 50  | Francia     | 3 - 0 | Paesi Bassi | 25-22, 25-13, 26-24               |
| 24 luglio 2023 Univerzitetsko centar, Podgorica Durata: 1h:26 - Spettatori: 50  | Rep. Ceca   | 0 - 3 | Polonia     | 20-25, 27-29, 15-25               |
| 24 luglio 2023 Univerzitetsko centar, Podgorica Durata: 1h:59 - Spettatori: 110 | Italia      | 3 - 2 | Spagna      | 23-25, 25-21, 25-21, 17-25, 15-13 |
| 24 luglio 2023 Univerzitetsko centar, Podgorica Durata: 1h:40 - Spettatori: 75  | Serbia      | 1 - 3 | Finlandia   | 20-25, 25-19, 18-25, 21-25        |
| 26 luglio 2023 Univerzitetsko centar, Podgorica Durata: 1h:10 - Spettatori: 67  | Spagna      | 3 - 0 | Finlandia   | 25-18, 25-15, 25-21               |
| 26 luglio 2023 Univerzitetsko centar, Podgorica Durata: 1h:12 - Spettatori: 60  | Paesi Bassi | 0 - 3 | Serbia      | 23-25, 13-25, 20-25               |
| 26 luglio 2023 Univerzitetsko centar, Podgorica Durata: 1h:12 - Spettatori: 100 | Polonia     | 3 - 0 | Francia     | 25-17, 27-25, 25-15               |
| 26 luglio 2023 Univerzitetsko centar, Podgorica Durata: 1h:44 - Spettatori: 100 | Italia      | 3 - 1 | Rep. Ceca   | 17-25, 25-21, 25-16, 25-21        |
| 27 luglio 2023 Univerzitetsko centar, Podgorica Durata: 1h:05 - Spettatori: 67  | Spagna      | 3 - 0 | Serbia      | 25-20, 25-15, 25-20               |
| 27 luglio 2023 Univerzitetsko centar, Podgorica Durata: 1h:27 - Spettatori: 54  | Finlandia   | 3 - 0 | Francia     | 25-22, 26-24, 29-27               |
| 27 luglio 2023 Univerzitetsko centar, Podgorica Durata: 1h:17 - Spettatori: 60  | Paesi Bassi | 3 - 0 | Rep. Ceca   | 25-21, 25-21, 25-22               |
| 27 luglio 2023 Univerzitetsko centar, Podgorica Durata: 1h:12 - Spettatori: 200 | Polonia     | 0 - 3 | Italia      | 15-25, 16-25, 22-25               |

##### Classifica
| Pos. | Squadra     | Pt | G | V | P | SV | SP | Ratio | PF  | PS  | Ratio |
| ---- | ----------- | -- | - | - | - | -- | -- | ----- | --- | --- | ----- |
| 1.   | Italia      | 19 | 7 | 7 | 0 | 21 | 5  | 4,200 | 604 | 511 | 1,182 |
| 2.   | Spagna      | 19 | 7 | 6 | 1 | 20 | 6  | 3,333 | 627 | 533 | 1,176 |
| 3.   | Polonia     | 15 | 7 | 5 | 2 | 16 | 7  | 2,286 | 540 | 463 | 1,166 |
| 4.   | Finlandia   | 11 | 7 | 4 | 3 | 13 | 13 | 1,000 | 563 | 583 | 0,966 |
| 5.   | Francia     | 10 | 7 | 3 | 4 | 12 | 12 | 1,000 | 553 | 533 | 1,038 |
| 6.   | Serbia      | 6  | 7 | 2 | 5 | 7  | 15 | 0,467 | 437 | 522 | 0,837 |
| 7.   | Paesi Bassi | 4  | 7 | 1 | 6 | 5  | 18 | 0,278 | 456 | 545 | 0,837 |
| 8.   | Rep. Ceca   | 0  | 7 | 0 | 7 | 3  | 21 | 0,143 | 515 | 605 | 0,851 |

      Qualificata alle semifinali.

### Fase finale
|  | Semifinali | Semifinali | Semifinali |        |    | Finale          | Finale          | Finale          |  |
|  |            |            |            |        |    |                 |                 |                 |  |
|  | 1I         | Bulgaria   | 3          |        |    |                 |                 |                 |  |
|  | 1I         | Bulgaria   | 3          |        |    |                 |                 |                 |  |
|  | 2II        | Spagna     | 0          |        |    |                 |                 |                 |  |
|  | 2II        | Spagna     | 0          |        | 1I | Bulgaria        | 1               |                 |  |
|  |            |            |            |        | 1I | Bulgaria        | 1               |                 |  |
|  |            |            | 1II        | Italia | 3  |                 |                 |                 |  |
|  | 1II        | Italia     | 1II        | Italia | 3  | 3               |                 |                 |  |
|  | 1II        | Italia     |            |        |    | 3               |                 |                 |  |
|  | 2I         | Belgio     | 0          |        |    | Finale 3º posto | Finale 3º posto | Finale 3º posto |  |
|  | 2I         | Belgio     | 0          |        |    |                 |                 |                 |  |
|  |            |            |            |        |    |                 |                 |                 |  |
|  |            |            |            |        |    | 2II             | Spagna          | 3               |  |
|  |            |            |            |        |    | 2II             | Spagna          | 3               |  |
|  |            |            |            |        |    | 2I              | Belgio          | 1               |  |

#### Semifinali
| 29 luglio 2023 Verde Complex, Podgorica Durata: 1h:19 - Spettatori: 120 | Bulgaria | 3 - 0 | Spagna | 25-20, 25-22, 25-21 |
| 29 luglio 2023 Verde Complex, Podgorica Durata: 1h:13 - Spettatori: 200 | Italia   | 3 - 0 | Belgio | 25-12, 25-20, 25-19 |

#### Finale 3º posto
| 30 luglio 2023 Verde Complex, Podgorica Durata: 1h:31 - Spettatori: 95 | Spagna | 3 - 1 | Belgio | 23-25, 25-17, 25-13, 25-14 |

#### Finale
| 30 luglio 2023 Verde Complex, Podgorica Durata: 1h:48 - Spettatori: 200 | Bulgaria | 1 - 3 | Italia | 23-25, 19-25, 25-20, 20-25 |

## Classifica finale
| Pos     | Squadra     | Rosa |
| ------- | ----------- | --- |
| Oro     | Italia      | Formazione: 1 Boschini , 2 Argilagos , 3 Benacchio, 4 Ruzza, 5 Colaci, 6 Ciampi, 7 Usanza, 8 Porro, 9 Cremoni, 10 Garello, 11 Zara, 12 Bertoncello, 13 Zlatanov, 14 Giani, CT: Cresta                                      |
| Argento | Bulgaria    | Formazione: 1 P. Ivanov, 2 Nikolaev, 3 Veličkov, 4 Dobrev, 5 Tiholov, 7 Marinov, 9 Uzunov, 15 Videnov, 17 Konstantinov, 18 K. Ivanov, 19 Manolev, 22 Mladenov, 23 Iliev, 28 Georgiev, CT: Veličkova                        |
| Bronzo  | Spagna      | Formazione: 2 Barrasa, 3 Nadal, 5 Amorós, 6 Del Piño, 7 Jiménez, 8 Ripa, 9 Rejón, 10 Gómez, 11 Rios, 13 Quesada, 14 Kunda, 15 García, 16 Irache, 18 Fernández, CT: Mosquera                                                |
| 4.      | Belgio      | Formazione: 1 De Waegemaeker, 3 Mertens, 4 Lambert, 5 Speltinckx, 6 Rauwoens, 7 Devoghel, 8 Vanbroekhoven, 10 Strobbe, 11 Stoliar, 14 Coppieters, 17 Vermariën, 18 Verstraeten, 20 Parmentier, 27 Di Martino, CT: De Boeck |
| 5.      | Polonia     | Formazione: 1 Nurkiewicz, 2 Durski, 3 Chrzanowski, 4 W. Olejniczak, 5 Łysoń, 9 Korona, 11 Dudek, 14 J. Olejniczak, 16 Trawka, 17 Chwalba, 19 Pietruszewski, 20 Szczurowski, 21 Kiciński, 23 Falkowski, CT: Łoza            |
| 6.      | Turchia     | Formazione: 1 Karahan, 2 Akarsu, 3 Ayrancı, 5 Koçal, 7 Ünver, 8 Titiz, 9 Şentürk, 10 Atik, 12 Han, 13 Uzunca, 14 Tanrısever, 16 Yağlı, 21 Kaymaz, 25 Ersoy, CT: Yılmaz                                                     |
| 7.      | Finlandia   | Formazione: 1 Salmijärvi, 2 Kuukasjärvi, 3 Kaijanto, 4 Schreck, 5 Kolehmainen, 7 Viljamaa, 8 Vainio, 9 Siika-aho, 10 Puhakka, 11 Vanhatupa, 12 Ahvenjärvi, 15 Lehtiö, 19 Kukkonen, 23 Ruohola, CT: Keskisipilä             |
| 8.      | Austria     | Formazione: 2 Kolev, 3 Mürzl, 4 Schmied, 6 Erlinger, 8 Schlöglhofer, 9 Mozina, 11 Schützenhöfer, 12 Konteh, 14 Hohenauer, 15 Gavan, 17 Nusterer, 24 Ratz-Michal, 27 Boyd, 34 Auer, CT: Muradyan                            |
| 9.      | Francia     | Formazione: 1 Brunet, 3 Delaporte, 4 Natzev, 5 Martzluff, 6 Ferdani, 7 Renevot, 9 Respaut, 10 Jokanovic, 11 Richard-Chapouilly, 12 Laplace, 13 Fabrowski, 14 Dalaize, 16 Crane, 18 Lapierre, CT: Dubois                    |
| 10.     | Grecia      | Formazione: 1 Gkrillas, 2 Arapakīs, 3 Armaos, 4 Papadopoulos, 5 Mantelidīs, 6 Anagnōstakīs, 7 Lanitīs, 8 Gkotsidīs, 9 Kouvaras, 11 Semertzidīs, 14 Mouchlias, 15 Paraskeuopoulos, 17 Manikas, 18 Mponias, CT: Rousakīs     |
| 11.     | Estonia     | Formazione: 1 Rohumets, 2 Voit, 3 Püvi, 4 Kreek, 5 Hollas, 6 Neuhaus, 7 Saimre, 8 Antsi, 10 Üprus, 11 Kutser, 14 Türkson, 15 Kurik, 16 Aavik, 17 Jefanov, CT: Lipp                                                         |
| 12.     | Serbia      | Formazione: 1 Tomašević, 2 Jurić, 3 Skorić, 4 Kulpinac, 7 Radovanović, 8 Brašanac, 9 Perić, 10 Vučković, 12 Bogosavljević, 13 Stojković, 14 Colaković, 16 Stefanović, 17 Štrbac, 18 Aleksić, CT: Milenković                |
| 13.     | Slovenia    | Formazione: 1 Kastelic, 2 Medved, 3 Zalokar, 4 Repnik, 8 Rifelj, 10 Jensterle, 11 Zmagaj, 12 Hribernik, 13 Ručigaj, 14 Slatinšek, 15 Špes Podbregar, 16 Cestnik, 17 Kac, 18 Klinger, CT: Jež                               |
| 14.     | Paesi Bassi | Formazione: 1 Folkerts, 3 Lammertink, 4 Veerman, 5 Venema, 6 Sonneville, 7 Denkers, 8 Koezema, 9 Dokter, 10 van Laar, 11 van Der Wel, 12 Janssen , 13 Thumann, 14 Blaas, 15 Sjoers, CT: Hendriks                           |
| 15.     | Rep. Ceca   | Formazione: 1 Heřmanský, 2 Filip, 3 Jonke, 4 Čajan, 5 Židlík, 6 Donát, 7 Svoboda, 8 Mráz, 9 Tóth, 13 Přichystal, 14 Dryje, 17 Skolka, 19 Baláž, 20 Vráblík, CT: Zach                                                       |
| 16.     | Montenegro  | Formazione: 1 Radić, 2 Marović, 3 Stanojević, 5 Šunjevarić, 6 Andrović, 7 Božović, 8 Drešić, 9 Lojić, 10 Milosavljević, 11 Poleksić, 12 Konatar, 13 Šebek, 14 Petričević, 15 Karanikić, CT: Prebiračević                   |

## Premi individuali
| Premio                | Nome              | Squadra  |
| --------------------- | ----------------- | -------- |
| MVP                   | Simone Porro      | Italia   |
| Miglior palleggiatore | Simone Porro      | Italia   |
| Miglior opposto       | Gianluca Cremoni  | Italia   |
| Miglior schiacciatore | Viktor Speltinckx | Belgio   |
| Miglior schiacciatore | Mario García      | Spagna   |
| Miglior centrale      | Nikolaj Nikolaev  | Bulgaria |
| Miglior centrale      | Lorenzo Ciampi    | Italia   |
| Miglior libero        | Dimităr Dobrev    | Bulgaria |

## Statistiche
| Rendimento individuale | Rendimento individuale | Rendimento individuale | Rendimento individuale |
| Pos.                   | Nome                   | Punti                  | Squadra                |
| ---------------------- | ---------------------- | ---------------------- | ---------------------- |
| 1                      | Mario García           | 155                    | Spagna                 |
| 2                      | Joosep Kurik           | 151                    | Estonia                |
| 3                      | Stauros Mouchlias      | 146                    | Grecia                 |
| 4                      | César Irache           | 145                    | Spagna                 |
| 5                      | Viktor Speltinckx      | 140                    | Belgio                 |
| 6                      | Viktor Viljamaa        | 132                    | Finlandia              |
| 7                      | Gianluca Cremoni       | 122                    | Italia                 |
| 8                      | Gerard Rejón           | 120                    | Spagna                 |
| 9                      | Nicolò Garello         | 111                    | Italia                 |
| 10                     | Konstantin Manolev     | 103                    | Bulgaria               |

| Attacchi vincenti | Attacchi vincenti | Attacchi vincenti | Attacchi vincenti |
| Pos.              | Nome              | Punti             | Squadra           |
| ----------------- | ----------------- | ----------------- | ----------------- |
| 1                 | Mario García      | 139               | Spagna            |
| 2                 | Joosep Kurik      | 131               | Estonia           |
| 3                 | Stauros Mouchlias | 127               | Grecia            |
| 4                 | Viktor Speltinckx | 126               | Belgio            |
| 5                 | César Irache      | 125               | Spagna            |
| 6                 | Viktor Viljamaa   | 119               | Finlandia         |
| 7                 | Gianluca Cremoni  | 112               | Italia            |
| 8                 | Gerard Rejón      | 107               | Spagna            |
| 9                 | Nicolò Garello    | 99                | Italia            |
| 10                | Jonas Mozina      | 88                | Austria           |

| Muri vincenti | Muri vincenti        | Muri vincenti | Muri vincenti |
| Pos.          | Nome                 | Punti         | Squadra       |
| ------------- | -------------------- | ------------- | ------------- |
| 1             | Nikolaj Nikolaev     | 24            | Bulgaria      |
| 2             | Lorenzo Ciampi       | 22            | Italia        |
| 3             | Alessandro Benacchio | 19            | Italia        |
| 4             | Andrej Aleksić       | 17            | Serbia        |
| 4             | Geōrgios Mantelidīs  | 17            | Grecia        |
| 6             | Kristijan Ivanov     | 16            | Bulgaria      |
| 6             | Pet'o Ivanov         | 16            | Bulgaria      |
| 6             | Konstantin Manolev   | 16            | Bulgaria      |
| 6             | Igor Nurkiewicz      | 16            | Polonia       |
| 10            | Arel Amorós          | 14            | Spagna        |
| 10            | Niels Coppieters     | 14            | Belgio        |
| 10            | Ata Ünver            | 14            | Turchia       |
| 10            | Tuur Vanbroekhoven   | 14            | Belgio        |

| Battute vincenti | Battute vincenti     | Battute vincenti | Battute vincenti |
| Pos.             | Nome                 | Punti            | Squadra          |
| ---------------- | -------------------- | ---------------- | ---------------- |
| 1                | Cooper Boyd          | 16               | Austria          |
| 2                | Guillaume Respaut    | 13               | Francia          |
| 3                | César Irache         | 12               | Spagna           |
| 4                | Mario García         | 11               | Spagna           |
| 4                | Filip Špes Podbregar | 11               | Slovenia         |
| 6                | Konstantin Manolev   | 10               | Bulgaria         |
| 6                | Andre Stoliar        | 10               | Belgio           |
| 6                | Danilo Šunjevarić    | 10               | Montenegro       |
| 9                | Mehmet Akarsu        | 9                | Turchia          |
| 9                | Joosep Kurik         | 9                | Estonia          |
| 9                | Jakub Szczurowski    | 9                | Polonia          |